# (16817) Onderlička
16817 Onderlicka (1997 UU10) – planetoida z pasa głównego asteroid okrążająca Słońce w ciągu 3,79 lat w średniej odległości 2,43 j.a. Odkryta 30 października 1997 roku.